# جزيرة الملك جورج (جزر شيتلاند الجنوبية)
جزيرة الملك جورج أو كما يطلق عليها جزيرة 25 مايو في الأرجنتين (الإسبانية الأرجنتينية: Isla 25 de Mayo ، الإسبانية التشيلية: Isla Rey Jorge) هي أكبر جُزر جنوب شيتلاند، وتقع على 120 كيلومتر (75 ميل) قبالة ساحل القارة القطبية الجنوبية في المُحيط الجنوبي. سميت الجزيرة باسم الملك جورج الثالث رابع ملوك بريطانيا العظمى.

## جغرافيا
تضُم جزيرة الملك جورج ثلاثة خلجان رئيسية، خليج ماكسويل، خليج أدميرالتي، وخليج الملك جورج. يحتوي خليج أدميرالتي على ثلاثة ميادين بحرية، وهو محمي كمنطقة مُدارة خاصة بأنتاركتيكا بموجب بروتوكول حماية البيئة المُلحق بمعاهدة أنتاركتيكا .

## التاريخ

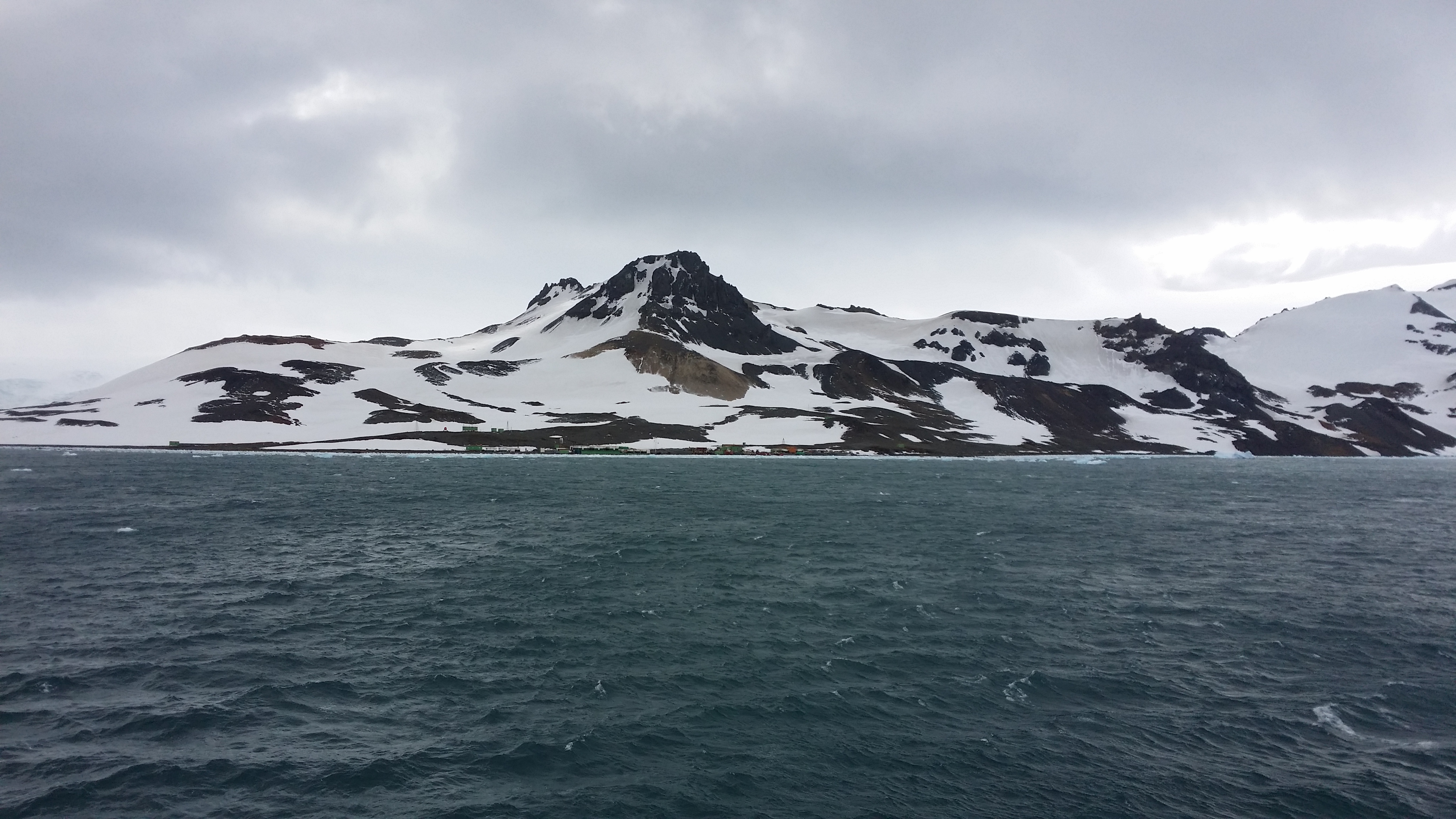
خليج الأميرالية

تمت المُطالبة بالجزيرة لأول مرة لبريطانيا في 16 أكتوبر 1819 ، تم ضمها رسميًا  جانب بريطانيا كجزء من تبعيات جُزر فوكلاند في عام 1908 ، والآن كجزء من إقليم القُطب الجنوبي البريطاني المُنفصل. كانت تشيلي تُطالب بالجزيرة في عام 1940، كجزء من أراضي تشيلي في القطب الجنوبي. كما تُطالب بها الأرجنتين في عام 1943 ، الآن كجزء من القارة القطبية الجنوبية الأرجنتينية، التي دعا إليها الأرجنتينيون جزيرة فينتيسينكو دي مايو (25 مايو) تكريماً ليومهم الوطني. لا تعترف الولايات المتحدة وروسيا بهذه المزاعم واحتفظتا رسمياً بحقهما في المُطالبة بأراضي القُطب الجنوبي.
تم اكتشاف الجزيرة وتسميتها من قبل المُستكشف البريطاني ويليام سميث في عام 1819. تبلغ مساحتها 1,150 كيلومتر مربع (444 ميل2) . أكثر من 90 ٪ من سطح الجزيرة جليدي بشكل دائم. في عام 1821، نجا إحدى عشر رجلا طيلة فصل الشتاء على الجزيرة، وهم أول الرجال من فعل ذلك في القُطب الجنوبي.

## الحياة على الجزيرة
تُعد المناطق الساحلية للجزيرة موطناً لمجموعة متنوعة نسبياً من الحياة النباتية والحيوانية، بما في ذلك فيل البحر، الويديل، و نمر البحر، وبطاريق أديلي، و بطاريق الذقن وبطاريف جنتو. هناك العديد من الطيور البحرية الأخرى، بما في ذلك كركر والعملاق الجنوبي حيث تبني بيوتها في هذه الجزيرة خلال أشهر الصيف. كما توجد الطحالب الثلجية في جُزر جنوب شيتلاند، في المناطق التي يمكن أن تنتشر فيها إلى أراض أعلى مع ذوبان الثلوج المُنخفضة.

### النشاط البشري

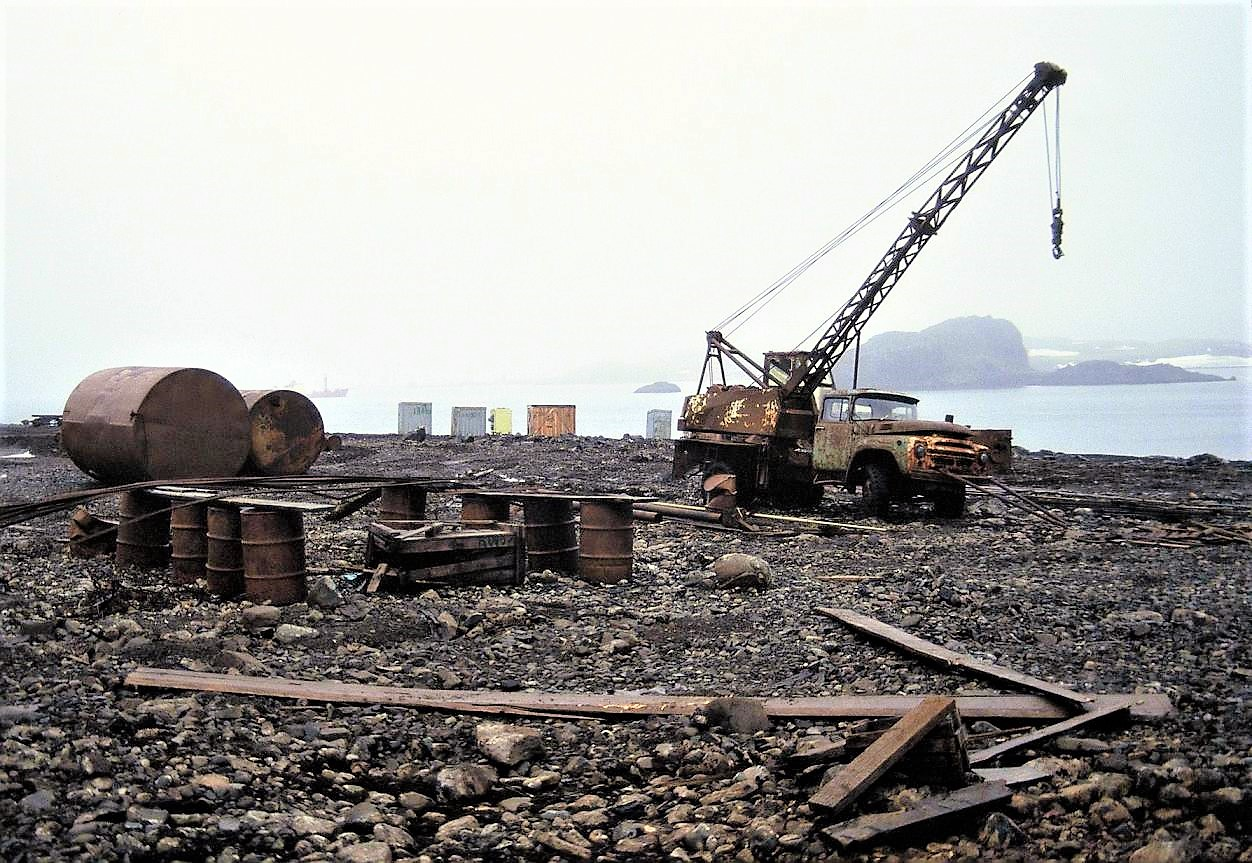
جزيرة الملك جورج

يقتصر سكن الإنسان في جزيرة الملك جورج على محطات البحوث التابعة للأرجنتين والبرازيل وشيلي والصين وكوريا الجنوبية وبيرو وبولندا وروسيا وأوروغواي والولايات المتحدة . مُعظم هذه المحطات مزودة بكوادر من الموظفين بشكل دائم، وتجري أبحاثًا في مجالات متنوعة مثل البيولوجيا ، والبيئة ، والجيولوجيا ، وعلم الحفريات . تُدار محطة Base Presidente Eduardo Frei Montalva ، وهي المحطة التشيلية في شبه جزيرة فيلدز، كقرية دائمة بها، وبها مهبط للطائرات (مع حظيرة كبيرة وبرج مُراقبة إلى جانب مبانٍ أخرى) وكافيتريات للعاملين في العديد من وكالاتها هناك، توجد البنوك، مركز المكاتب والمنازل العائلية على غرار اماكن الراحة والمُخصصة للأطفال. تعتبر شبه جزيرة أنتاركتيكا وجزر شيتلاند الجنوبية جزءًا من أراضي تشيلي (مثل الأرجنتين وبريطانيا العظمى)؛ ومع ذلك، فإن شروط مُعاهدة أنتاركتيكا تسمح لشيلي باستعمار شبه جزيرة فيلدز دون مُتابعة مطالبها الإقليمية بشكل علني. تتميز محطة السور العظيم الصينية بغرفة داخلية مُتعددة الأغراض تعمل كملعب لكرة السلة بالحجم الكامل.
في عام 2004 ، تم افتتاح كنيسة أرثوذكسية روسية، كنيسة الثالوث، في الجزيرة بالقرب من محطة بيلنجسهاوزن الروسية. الكنيسة الوحيدة أقصى جنوب العالم وواحدة من الهياكل الدائمة القليلة في أنتاركتيكا، يُديرها قس دائم.
في أكتوبر 2013 ، أعلنت فرقة ميتاليكا الأمريكية ذات المعدن الثقيل أنها ستقوم بحفل موسيقي برعاية شركة كوكا كولا في مهبط طائرات الهليكوبتر في محطة كارلين. أقيم الحفل في 8 ديسمبر 2013.

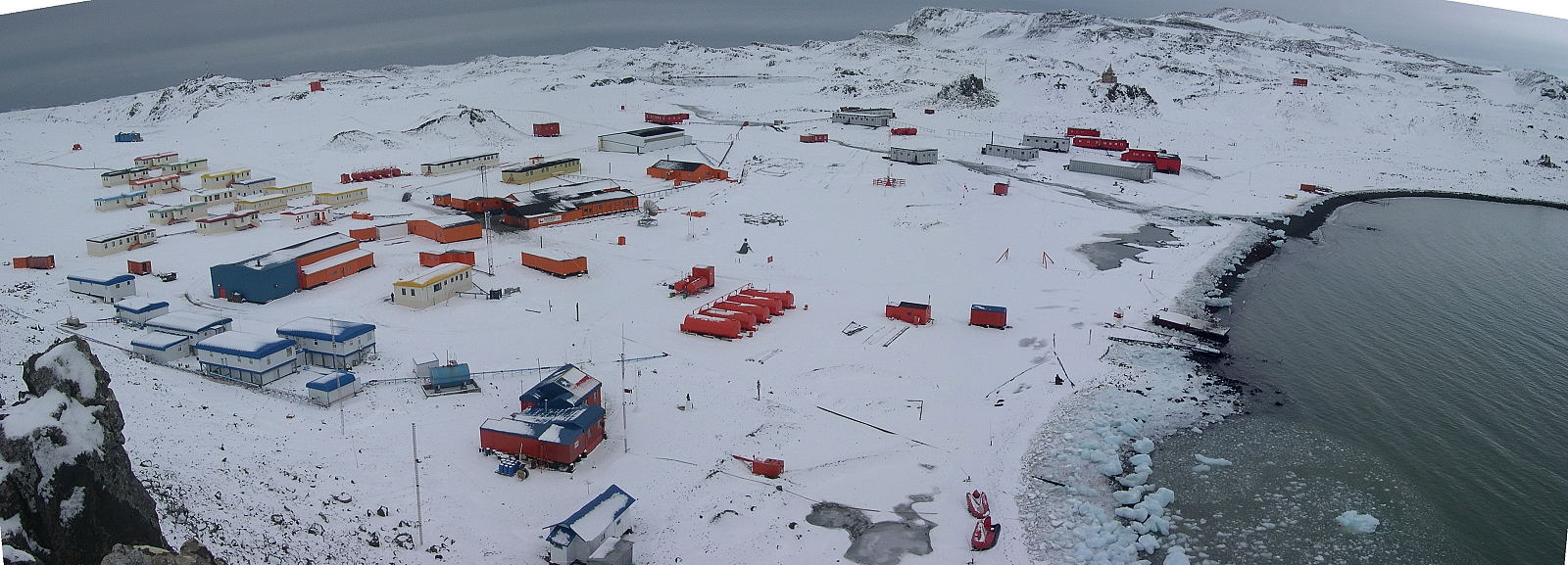
قاعدة تشيلي فراي و بيلينغسهاوزن الروسية (على اليمين)

هناك قدر ضئيل من النشاط السياحي المتخصص يحدث خلال فصل الصيف، بما في ذلك سباق الماراثون السنوي، المعروف باسم ماراثون القطب الجنوبي .
شبه جزيرة فيلدز 7 كيلومتر (4.3 ميل) طويل، يشكل أقصى الحدود للجزيرة. تم تسميته من ارتباطه بمضيق فيلدز القريب من قبل المملكة المتحدة APC في عام 1960.
منارة بوينت توماس في محطة هنريك اركتوسكي هي المنارة أقصى جنوب العالم.
تدير الإدارة الوطنية للمحيطات والغلاف الجوي قاعدة ليني، وهي محطة أبحاث موسمية لدراسات البطريق في خليج أدميرالتي. تعمل هذه المحطة الصغيرة، التي يطلق عليها اسم كوباكابانا، في صيف أنتاركتيكا فقط، ولكنها تستخدم كوخ البقاء على قيد الحياة في فصل الشتاء.

## المناخ
تعتبر شبه جزيرة أنتاركتيكا والجزر المجاورة لها من أكثر الظروف المعيشية اعتدالًا في أنتاركتيكا. يتأثر مناخ الجزيرة بشدة بالمحيط بها. في ظل نظام كوبن، فهي واحدة من المواقع القليلة في القارة القطبية الجنوبية المصنفة على أنها مناخ التندرا بدلا من مناخ الغطاء الجليدي. التباين في درجات الحرارة صغير، حيث يبلغ متوسط الشهر الأكثر برودة، يوليو، −6.5 درجة مئوية (20.3 درجة فهرنهايت) و1.5 درجة مئوية (34.7 درجة فهرنهايت) في الشهر الأكثر دفئًا. مع 591.3 ساعة فقط من أشعة الشمس سنويًا، غالبًا ما يكون الطقس غير مستقر وغائمًا على مدار العام، مع هطول الأمطار على شكل ثلج وأمطار ورذاذ يحدث في كثير من الأحيان. في المتوسط، يهطل 729 ملم من الأمطار سنويًا.
| البيانات المناخية لـمحطة بيلينجسهاوزن (ميناء كولينز، جزيرة الملك جورج) (1968–2014) | البيانات المناخية لـمحطة بيلينجسهاوزن (ميناء كولينز، جزيرة الملك جورج) (1968–2014) | البيانات المناخية لـمحطة بيلينجسهاوزن (ميناء كولينز، جزيرة الملك جورج) (1968–2014) | البيانات المناخية لـمحطة بيلينجسهاوزن (ميناء كولينز، جزيرة الملك جورج) (1968–2014) | البيانات المناخية لـمحطة بيلينجسهاوزن (ميناء كولينز، جزيرة الملك جورج) (1968–2014) | البيانات المناخية لـمحطة بيلينجسهاوزن (ميناء كولينز، جزيرة الملك جورج) (1968–2014) | البيانات المناخية لـمحطة بيلينجسهاوزن (ميناء كولينز، جزيرة الملك جورج) (1968–2014) | البيانات المناخية لـمحطة بيلينجسهاوزن (ميناء كولينز، جزيرة الملك جورج) (1968–2014) | البيانات المناخية لـمحطة بيلينجسهاوزن (ميناء كولينز، جزيرة الملك جورج) (1968–2014) | البيانات المناخية لـمحطة بيلينجسهاوزن (ميناء كولينز، جزيرة الملك جورج) (1968–2014) | البيانات المناخية لـمحطة بيلينجسهاوزن (ميناء كولينز، جزيرة الملك جورج) (1968–2014) | البيانات المناخية لـمحطة بيلينجسهاوزن (ميناء كولينز، جزيرة الملك جورج) (1968–2014) | البيانات المناخية لـمحطة بيلينجسهاوزن (ميناء كولينز، جزيرة الملك جورج) (1968–2014) | البيانات المناخية لـمحطة بيلينجسهاوزن (ميناء كولينز، جزيرة الملك جورج) (1968–2014) |
| الشهر                                                                              | يناير                                                                              | فبراير                                                                             | مارس                                                                               | أبريل                                                                              | مايو                                                                               | يونيو                                                                              | يوليو                                                                              | أغسطس                                                                              | سبتمبر                                                                             | أكتوبر                                                                             | نوفمبر                                                                             | ديسمبر                                                                             | المعدل السنوي                                                                      |
| ---------------------------------------------------------------------------------- | ---------------------------------------------------------------------------------- | ---------------------------------------------------------------------------------- | ---------------------------------------------------------------------------------- | ---------------------------------------------------------------------------------- | ---------------------------------------------------------------------------------- | ---------------------------------------------------------------------------------- | ---------------------------------------------------------------------------------- | ---------------------------------------------------------------------------------- | ---------------------------------------------------------------------------------- | ---------------------------------------------------------------------------------- | ---------------------------------------------------------------------------------- | ---------------------------------------------------------------------------------- | ---------------------------------------------------------------------------------- |
| متوسط درجة الحرارة الكبرى °م (°ف)                                                  | 3.3 (37.9)                                                                         | 3.3 (37.9)                                                                         | 2.1 (35.8)                                                                         | 0.2 (32.4)                                                                         | −1.5 (29.3)                                                                        | −3.1 (26.4)                                                                        | −3.8 (25.2)                                                                        | −3.6 (25.5)                                                                        | −2.0 (28.4)                                                                        | −0.9 (30.4)                                                                        | 0.4 (32.7)                                                                         | 2.0 (35.6)                                                                         | −0.3 (31.5)                                                                        |
| المتوسط اليومي °م (°ف)                                                             | 1.5 (34.7)                                                                         | 1.5 (34.7)                                                                         | 0.4 (32.7)                                                                         | −1.7 (28.9)                                                                        | −3.6 (25.5)                                                                        | −5.6 (21.9)                                                                        | −6.5 (20.3)                                                                        | −6.2 (20.8)                                                                        | −4.4 (24.1)                                                                        | −2.6 (27.3)                                                                        | −1.1 (30.0)                                                                        | 0.4 (32.7)                                                                         | −2.3 (27.9)                                                                        |
| متوسط درجة الحرارة الصغرى °م (°ف)                                                  | 0.1 (32.2)                                                                         | 0.1 (32.2)                                                                         | −1.3 (29.7)                                                                        | −3.8 (25.2)                                                                        | −6.0 (21.2)                                                                        | −8.3 (17.1)                                                                        | −9.7 (14.5)                                                                        | −9.3 (15.3)                                                                        | −7.1 (19.2)                                                                        | −4.7 (23.5)                                                                        | −2.7 (27.1)                                                                        | −1.0 (30.2)                                                                        | −4.5 (23.9)                                                                        |
| الهطول مم (إنش)                                                                    | 54.4 (2.14)                                                                        | 66.4 (2.61)                                                                        | 72.1 (2.84)                                                                        | 65.6 (2.58)                                                                        | 60.6 (2.39)                                                                        | 53.4 (2.10)                                                                        | 60.5 (2.38)                                                                        | 62.1 (2.44)                                                                        | 59.8 (2.35)                                                                        | 54.6 (2.15)                                                                        | 46.7 (1.84)                                                                        | 46.0 (1.81)                                                                        | 702.2 (27.65)                                                                      |
| متوسط الرطوبة النسبية (%)                                                          | 87.8                                                                               | 88.8                                                                               | 88.3                                                                               | 88.0                                                                               | 88.2                                                                               | 87.6                                                                               | 88.5                                                                               | 88.6                                                                               | 89.6                                                                               | 88.8                                                                               | 88.4                                                                               | 88.3                                                                               | 88.4                                                                               |
| ساعات سطوع الشمس الشهرية                                                           | 89.3                                                                               | 66.2                                                                               | 54.4                                                                               | 28.4                                                                               | 13.9                                                                               | 3.8                                                                                | 9.0                                                                                | 28.5                                                                               | 48.1                                                                               | 70.9                                                                               | 83.2                                                                               | 95.5                                                                               | 591.2                                                                              |
| المصدر: Arctic and Antarctic Research Institute                                    |                                                                                    |                                                                                    |                                                                                    |                                                                                    |                                                                                    |                                                                                    |                                                                                    |                                                                                    |                                                                                    |                                                                                    |                                                                                    |                                                                                    |                                                                                    |